# Jambughoda (stato)
Lo Stato di Jambughoda (noto anche come Narukot o Tokalpur) fu uno stato principesco del subcontinente indiano, avente per capitale la città di Jambughoda.

## Storia
Lo stato di Jambughoda venne fondato alla fine del XIV secolo da Thakore Vachhaji, un discendente della dinastia dei Malwa.
Nel 1826 lo stato di Jambughoda divenne un protettorato britannico. Tra il 1829 ed il 1838 il territorio venne occupato dallo Stato di Baroda, divenendo nuovamente protettorato della Gran Bretagna solo nel 1849.
Il thakur Sahib di Jambughoda fu uno dei primi aderenti della Camera dei Principi istituita nel 1920 dall'imperatore Giorgio V. Sotto la dominazione inglese, lo stato di Jambughoda fu parte dell'Agenzia di Baroda della Presidenza di Bombay, poi integrata nell'Agenzia degli Stati di Baroda e Gujarat.

## Governanti
Lo stato era governato dalla dinastia dei Parmar della casata dei Rajputs che qui portava il titolo di Thakur Sahib.

### Thakur Sahibs
- .... – 1820: Amarsinghji
- 1820 – 1870: Jagatsinhji
- 1870 – 1911: Dipsinhji Jagatsinhji (n. 1841 – m. 1911)
- 1911 – 27 settembre 1917: Gambhirsimhji (m. 1917)